# Caridina mathiassi
Caridina mathiassi is een garnalensoort uit de familie van de Atyidae. De wetenschappelijke naam van de soort is voor het eerst geldig gepubliceerd in 2010 door Silas & Jayachandran.